# Сухов, Василий Дмитриевич
Васи́лий Дми́триевич Су́хов (1859—1919) — барнаульский купец 1-й гильдии, городской голова в 1894—1898 годах.

## Биография
Василий Дмитриевич был представителем крупнейшей купеческой семьи Барнаула. Его дед и отец владели кирпичными, кожевенными и свечными заводами, а также большими земельными участками и недвижимостью. После смерти отца — Дмитрия Никифоровича в 1893 году, Василий вместе с братьями Прокопием и Павлом учредили торговый дом «Д. Н. Сухова сыновья».
В 1894—1898 годах Василий Сухов был барнаульским городским головой. На этом посту он много занимался благотворительностью: пожертвовал 5 тысяч рублей для нужд Общества попечения о начальном образовании Барнаула, являясь его почётным членом; кроме того он подарил здание для Николаевского смешанного горного училища и входил в попечительский состав женской гимназии. В 1902 году Василий Дмитриевич передал своё жалование городского головы (3 тыс. рублей) на строительство новой больницы, тогда же он вошёл в состав продовольственной комиссии, созданной в связи с большим неурожаем и сам пожертвовал 3 тыс. рублей для закупа зерна. В 1907 году Сухов выделил из своих средств ещё 4,5 тысяч рублей на строительство нового здания для горного училища.
Основное занятие Василия Дмитриевича — предпринимательство, процветало в начале XX века. Он с братьями построил несколько новых магазинов в Барнауле, Бийске, Камне-на-Оби и вел торговлю хлебом, жирами, вином, чаем, сахаром, мануфактурой, кожами, табаком и т. д. Василий Сухов выстроил для кожевенного завода новые корпуса и установил паровой двигатель. Здесь ежегодно производилась обувь на 200 тыс. рублей. В 1903 году продукция предприятия получила серебряную медаль на выставке в Кривом Роге, в 1909 году — золотую медаль на выставке Паневеже (Ковенская губерния). В 1911 году торговый дом Василия Сухова был объявлен несостоятельным должником.
В 1909 году за благотворительную деятельность городская дума присвоила В. Д. Сухову звание почётного гражданина Барнаула.